# Hà Tiên Cô

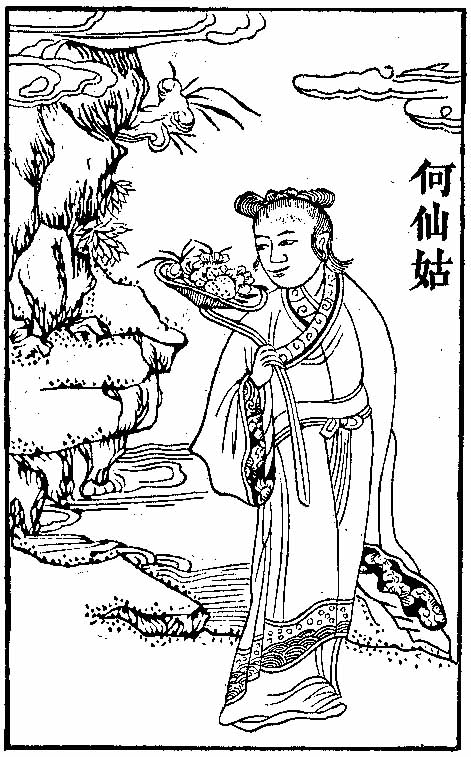
Hà Tiên Cô

Hà Tiên Cô (tiếng Trung: 何仙姑, bính âm: Hé Xiān Gū, Wade-Giles: Ho Hsien-ku), có tên là Hà Quỳnh (何瓊) hay Hà Tú Cô (何秀姑) và có lẽ là vị tiên nữ duy nhất trong số bát tiên của Đạo giáo, do vị tiên Lam Thái Hòa chưa rõ là nam hay nữ còn tất cả các vị tiên còn lại đều là nam. Trong các hình minh họa về vị tiên này thường là hình ảnh của một người phụ nữ đẹp tay cầm hoa sen. 
Về thân thế của Tiên Cô có nhiều thuyết khác nhau. Có thuyết cho rằng Tiên Cô là người Vĩnh Châu (nay thuộc quận Linh Lăng, địa cấp thị Vĩnh Châu, tỉnh Hồ Nam) thời nhà Đường. Một thuyết khác lại cho rằng Tiên Cô xuất thân từ một gia đình giàu có và hào phóng tại Tăng Thành (nay là huyện cấp thị Tăng Thành trong thành phố cấp phó tỉnh Quảng Châu của tỉnh Quảng Đông).
Về ngày tháng năm sinh các truyền thuyết cũng đưa ra các con số khác nhau, đơn giản là do vị tiên này có lẽ là nhân vật hư cấu, chứ không có nguyên mẫu là người thật như Lã Động Tân (tên thật Lã Nham), Trương Quả Lão (tên thật Trương Quả) và Hán Chung Li (tên thật Chung Li Quyền, họ kép: Chung Li). Có thuyết cho rằng Tiên Cô sinh ngày 7 tháng 2 năm không rõ, nhưng thuộc thời Võ Tắc Thiên trị vì, lại có thuyết cho rằng Tiên Cô sinh năm Khai Diệu thứ nhất (681) thời Đường Cao Tông.

## Truyền thuyết

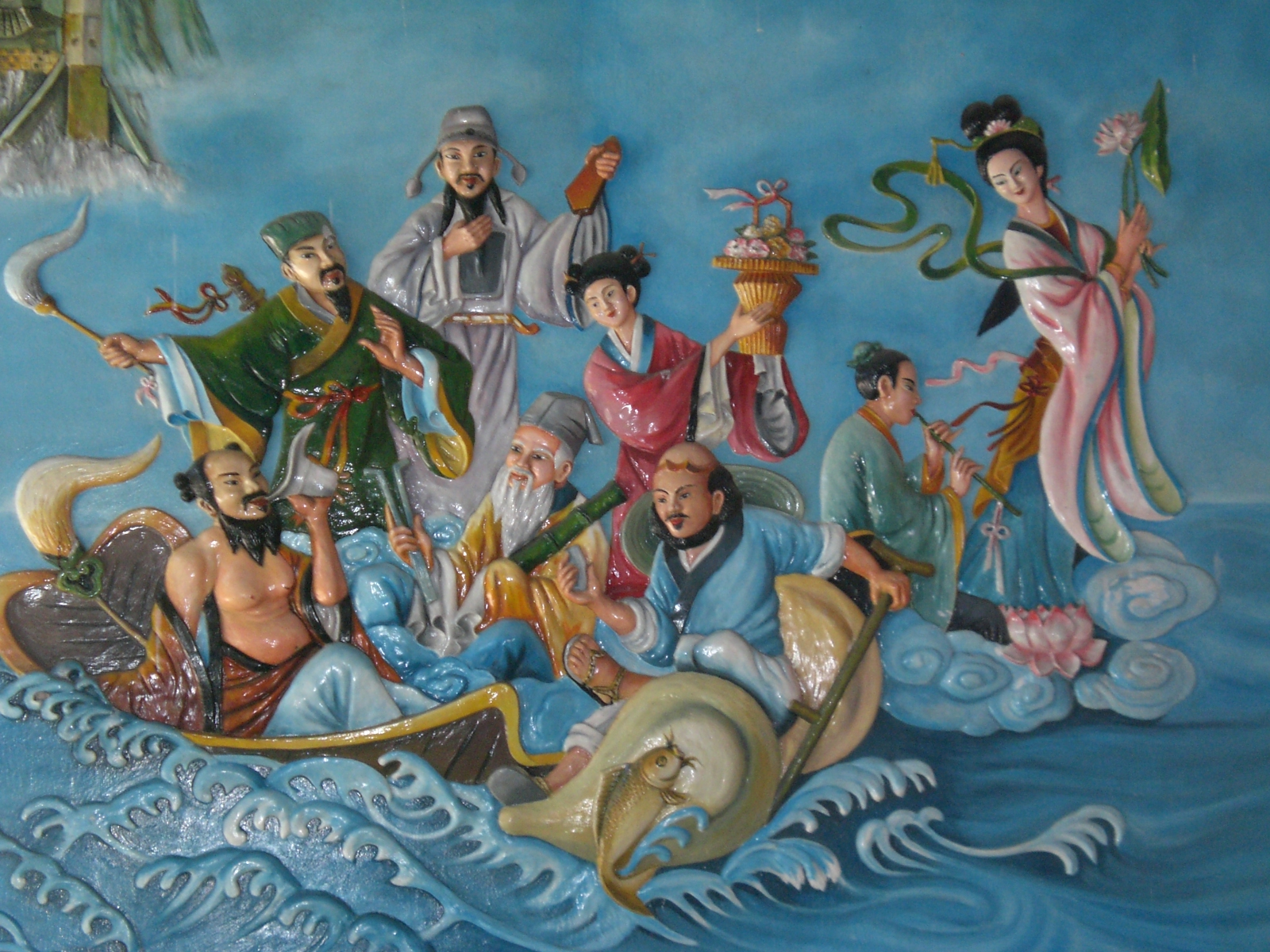
Hình bát tiên tại Huế. Hà Tiên Cô là người đứng ngoài cùng mé bên phải

Theo truyền thuyết, Hà Quỳnh là con gái xinh đẹp, hiếu thảo, giỏi ca múa của gia đình họ Hà. Năm 13 tuổi vào núi hái trà và gặp Lã Động Tân (có thuyết cho là Lã Động Tân cùng Thiết Quải Lý và Trương Quả Lão), được các vị tiên này thu nhận làm đệ tử và ban cho một quả đào tiên (có thuyết cho là quả táo tiên), sau khi ăn xong thì biến thành tiên.
Theo "Tiên phật kì tung" (仙佛奇蹤), Hà Quỳnh là con gái của Hà Thái tại Tăng Thành trong tỉnh Quảng Đông ngày nay. Ngay khi chào đời đã có 5 sợi tóc dài trên đỉnh đầu. Khi khoảng 14-16 tuổi nằm mộng thấy gặp người tiên và lệnh cho Hà Quỳnh tự mình nuốt bột vân mẫu (mica) để siêu thoát và trở thành bất tử. Tuân theo mệnh lệnh, Hà Quỳnh đã nuốt bột vân mẫu cũng như thề không xuất giá (lấy chồng). Sau đó, người ta thường thấy Hà Quỳnh thường xuất hiện trong các hang núi, đi lại nhẹ nhàng uyển chuyển như bay lượn. Mỗi ngày Hà Quỳnh ra đi từ lúc bình minh và trở về vào lúc hoàng hôn, mang theo về các loại hoa quả trong núi cho mẹ. Cứ như thế dần dần không còn cần phải ăn những đồ ăn thức uống thông thường nữa.
Võ Tắc Thiên từng sai sứ giả đến mời Hà Quỳnh vào triều gặp mặt, nhưng trên đường về kinh thì Hà Quỳnh mất tích. Trong niên hiệu Cảnh Long (景龍) (khoảng năm 707 thời Đường Trung Tông), Hà Quỳnh thăng thiên và trở thành tiên, dân gian gọi là Tiên Cô. Theo truyền thuyết, Tiên Cô là vị tiên biết trước họa phúc của nhân gian.
Thời nhà Tống, Tằng Mẫn Hành (曾敏行) trong "Độc tỉnh tạp chí" có ghi chép rằng khi Địch Thanh đem quân xuống phương nam để dẹp cuộc nổi dậy của Nùng Trí Cao, có đi qua Vĩnh Châu và rẽ vào điện thờ Hà Tiên Cô để xin quẻ xem cát hung và kết quả chiến cuộc và được Hà Tiên Cô báo rằng "công bất tất kiến tặc, tặc bại thả tẩu" (ông chẳng gặp được giặc, giặc bại vừa chạy). Ban đầu Địch Thanh không tin, nhưng sau này quân tiên phong của nhà Tống vừa giao chiến với quân của Nùng Trí Cao thì Cao đã bại trận và tháo chạy sang nước Đại Lý và đúng là Địch Thanh không có cơ hội giáp mặt Nùng Trí Cao.

## Trong các bức họa
Người ta cho rằng bông hoa sen mà Tiên Cô mang theo làm cho sức khỏe con người ta tốt lên, kể cả thể chất lẫn tinh thần. Đôi khi người ta còn vẽ Tiên Cô mang theo mình một nhạc cụ là sênh hoặc đôi khi có cả chim phượng hoàng đi theo hay mang theo mình một chiếc muôi (thìa) bằng tre hoặc một chiếc phất trần.